# Benedictijner Confederatie
De Benedictijner Confederatie (Latijn: Confœderatio Benedictina Ordinis Sancti Benedicti) is een verband van congregaties binnen de Orde der Benedictijnen, een  kloosterorde in de Rooms-Katholieke Kerk. De confederatie werd in 1893 opgericht en groeide in de loop der jaren uit tot 21 congregaties, waarvan er twee zijn opgeheven. Aan het hoofd van de confederatie staat een abt-primaat.
Alle congregaties die lid zijn van de Benedictijner Confederatie bestaan/bestonden uit een aantal abdijen en/of priorijen, vaak gegroepeerd rondom een historisch belangrijk klooster, dat voor de congregatie een soort moederklooster vormt. De congregaties van Subiaco en Solesmes zijn bekende voorbeelden van dergelijke federaties.

## Leden van de Benedictijner Confederatie
- Congregatie van Camaldoli of camaldulenzers (Camaldoli, Toscane) (980)
  - Observanten van Camaldoli
  - Heremieten van Camaldoli
- Congregatie van Vallombrosa of vallombrosianen (1036)
- Engelse Congregatie (1216; ontbonden 1535-40, heropgericht 1607-33)
- Congregatie van Sint-Silvester of silvestrijnen (1231)
- Congregatie van de Celestijnen of celestijnen (1254)
- Congregatie van Monte Oliveto of olivetanen (1319)
- Congregatie van Montecassino (1408)
- Hongaarse Congregatie (1514)
- Zwitserse Congregatie (1602)
- Oostenrijkse Congregatie (1625)
- Beierse Congregatie (1684)
- Braziliaanse Congregatie (1827)
- Congregatie van Solesmes (1837)
- Amerikaanse Congregatie van Montecassino (1855)
- Congregatie van Subiaco (1872)
- Congregatie van Beuron (1873)
- Zwitsers-Amerikaanse Congregatie (1881)
- Missiecongregatie van Sint Ottillie (1884)
- Congregatie van de Annunciatie (1920)
- Slavische Congregatie (1945-1969, ontbonden door de Heilige Stoel)
- Nederlandse Congregatie (1969-2005, opgeheven)
- Congregatie van Cono-Sur (1976)

## Benedictijner orden en congregaties, die geen lid zijn of waren van de Benedictijner Confederatie
- Orde van Cluny of cluniacensers (909, in de 12e eeuw uiteengevallen)
- Benedictijnen van de Orde van Tiron of tironiënsers (1106; de Engelse abdijen traden vermoedelijk na 1216 toe tot de Engelse congregatie, de Franse abdijen in 1627 tot de congregatie van Saint-Maur)
- Benedictijnen van Savigny te Savigny-le-Vieux (1113; in 1147 toegetreden tot de Orde der Cisterciënzers)
- Orde van Montevergine (1126; vanaf 1879 onderdeel van de Congregatie van Monte Cassino)
- Orde der Celestijnen (1248)
- Benedictijnen van Fontevrauld of ebrandijnen
- Congregatie van Notre-Dame de Calvaire te Poitiers
- Congregatie van Bursfeld (1440-1446)
- Congregatie van Saint-Vanne en Saint-Hydulphe (1604-1790)
- Congregatie van Saint-Maur (1618-1789)